# 椹木哲夫
椹木 哲夫（さわらぎ てつお、1957年9月10日 - ）は、日本の工学者。京都大学名誉教授（前 京都大学大学院工学研究科長・京都大学工学部長）。
ヒューマンインタフェース学会会長、計測自動制御学会会長を歴任。
専門はシステム工学、メカトロニクス、ヒューマンマシンインタフェース、知能情報学など。学位は工学博士（京都大学）。

## 経歴
京都府京都市左京区岩倉出身。
1981年、京都大学工学部機械工学科卒業。京都大学大学院工学研究科修士課程精密工学専攻修了、工学修士（京都大学）。京都大学大学院工学研究科博士後期課程精密工学専攻修了、工学博士（京都大学）。
1986年、京都大学工学部助手。1991年、米国スタンフォード大学客員研究員。1994年、京都大学工学部助教授。1996年、京都大学大学院工学研究科助教授。2002年京都大学大学院工学研究科精密工学専攻（改組により2005年から機械理工学専攻）教授。
2007年、京都大学国際交流推進機構運営委員会委員、平成19年度「アジア人財資金構想」高度専門留学生育成事業プログラム開発マネジャー、大学院教育改革支援プログラム取組実施担当者。
2007年、21世紀COEプログラム「動的機能機械システムの数理モデルと設計論」拠点リーダーを務める。
2023年3月末、京都大学大学院工学研究科機械理工学専攻教授を定年退職。